# Acamptus rigidus
Espèce
Acamptus rigidus est une espèce d'insectes de la famille des Curculionidae.

## Alimentation
Cette espèce est xylophage.

## Systématique
L'espèce Acamptus rigidus est décrite en 1876 par l'entomologiste américain John Lawrence LeConte (1825-1883).